# Eupithecia dryinombra
Eupithecia dryinombra,là một loài bướm đêm thuộc họ Geometridae. Nó là loài đặc hữu của Molokai và Hawaii.